# Ла Коста (Маса-Карара)
Ла Коста је насеље у Италији у округу Маса-Карара, региону Тоскана.
Према процени из 2011. у насељу је живело 27 становника. Насеље се налази на надморској висини од 329 м.